# Erioptera gaspeana
Erioptera gaspeana är en tvåvingeart som beskrevs av Alexander 1929. Erioptera gaspeana ingår i släktet Erioptera och familjen småharkrankar. Inga underarter finns listade i Catalogue of Life.